# Кримни
Кримни (на гръцки: Κρήμνη) е село в Егейска Македония, Гърция, част от дем Полигирос в административна област Централна Македония.

## География
Кримни е разположено в центъра на Халкидическия полуостров в северната част на планината Холомонда.

## История
Църквата „Свети Николай“ в Кримни е от XIX век. Александър Синве („Les Grecs de l’Empire Ottoman. Etude Statistique et Ethnographique“), който се основава на гръцки данни, в 1878 година пише, че в Кримни (Krimni), Ардамерска епархия, живеят 250 гърци. Към 1900 година според статистиката на Васил Кънчов („Македония. Етнография и статистика“) в 	Герменъ (Гримна) живеят 170 жители гърци християни.
В 1912 година, по време на Балканската война, в Кримни влизат гръцки части и след Междусъюзническата война в 1913 година остава в Гърция. До 2011 година Кримни е част от дем Зервохория.
| Име     | Име       | Ново име | Ново име | Описание                 |
| ------- | --------- | -------- | -------- | ------------------------ |
| Цардаки | Τσαρδάκι  | Калива   | Καλύβα   | местност на ЮЗ от Кримни |
| Цаируди | Τσαΐρούδι | Ливадаки | Λιβαδάκι | река на Ю от Кримни      |